# جاي كالفين براون
جاي كالفين براون (بالإنجليزية: J. Calvin Brown)‏ هو محامي أمريكي، ولد في 12 يناير 1893 في بومونا في الولايات المتحدة، وتوفي في 7 أبريل 1973 في كلايتون في الولايات المتحدة.